# Хохряки
Хохряки́ (рос. Хохряки) — присілок в Зав'яловському районі Удмуртії, Росія.
Знаходиться обабіч автошляху Іжевськ-Воткінськ, є північно-східним передмістям Іжевська.

## Населення
Населення — 5089 осіб (2012; 3584 в 2010).
Національний склад станом на 2002 рік:
- росіяни — 67 %

## Історія
Згідно з подвірним переписом 1890 року, в починку Спаський Сарапульського повіту В'ятської губернії нараховувалось всього 2 двори з 12 жителями. В 1988 році утворюється Хохряківська сільська рада з центром в селі Хохряки. З 2005 року сільрада перетворена в сільське поселення.

## Економіка
Головними підприємствами присілка є ліспромгосп, тепличний комбінат та ВАТ «Іжтеплоенергосервіс».
Із закладів соціальної сфери працюють середня школа, дитячий садок «Чипполіно», амбулаторія, культурний комплекс, створений на базі бібліотеки, спортивний клуб «Зірка».

## Урбаноніми[5]
- вулиці — 8 березня, Березова, Будівників, Бузкова, Василькова, Вишнева, Воткінське шосе, Гагаріна, Горобинова, Залізнична, Зеленка, Квіткова, Кедрова, Кільцева, Леніна, Лісова, Лучна, Макаренка, Миру, Молодіжна, Озерна, Палацова, Паркова, Підлісна, Покровська, Польова, Праці, Радгоспна, Райдужна, Роздольна, Садова, Слов'янська, Солов'їна, Сонячна, Соснова, Спортивна, Східна, Теплична, Травнева, Трактова, Фруктова, Центральна, Ювілейна
- провулки — Бірюзовий, Джерельний, Іжевський, Ключовий, Лучний, Малиновий, Набережний, Парковий, Сосновий, Тепличний, Фруктовий